# SSX 3
SSX 3 est un jeu vidéo de sport sorti en 2003 sur GameCube, PlayStation 2, Xbox, Gizmondo et Game Boy Advance. Le jeu a été développé par EA Sports puis édité par Electronic Arts.

## Système de jeu
Il faut conquérir la montagne en gagnant des médailles, qui donnent de l'argent pour acheter des vêtements, points d'expérience, des photos cachées, des musiques ou des personnages. C'est un jeu très riche où l'aventure est omniprésente, et dans lequel les sensations de vitesse et de liberté sont intenses.
Types de jeu possibles :
Freestyle: gagner le plus de points dans une descente en temps limité. Beaucoup de tricks sont possibles dont les fameux Monster Tricks pouvant atteindre les 50 000 points facilement.
Alpin: gagner la course contre 5 autres concurrents. Cette partie de jeu est très subtile, il ne suffit pas d'utiliser la vitesse, il faut bien l'utiliser.
FreeRide : faire ce que l'on veut. La nouveauté par rapport aux autres SSX et que des flocons ont été cachés ici et là dans les pistes et rapportent de l'argent. Il y a aussi uniquement dans ce mode un Big Chalenge où il faut faire des épreuves plus ou moins difficiles. Le but du Freeride est surtout de se balader librement et de pouvoir choisir n'importe quel circuit en passant à côté.

## Piste
Il existe 3 sommets pour conquérir la montagne.
Les circuits sont beaucoup plus longs que dans les précédents SSX. Les pistes Freestyle et Alpin sont différentes, il y a toujours un Roi du sommet à battre.
Sommet 1: Pente faible vous êtes en bas des pistes mais attention aux chutes de pierre et avalanches, passage dans Métro City, un Mercury City mais en plus grand.
Sommet 2: Pente plus prononcée, crevasse à éviter et chute de neige et d'arbres en abondance au programme de ce sommet.
Sommet 3: Faire face au froid et au glacier qui réduisent la stabilité. 

## Personnages
La liste complète des snowboardeurs de cet opus :
- Les vétérans :
- Elise Riggs (Canada)
- Zoe Payne (États-Unis)
- Moby Jones (Royaume-Uni)
- Psymon Stark (Canada)
- Kaori Nishidake (Japon)
- Mac Fraser (États-Unis) (Uniquement en version PAL)

### Les nouveaux
- Allegra Sauvagess (États-Unis)
- Viggo Rollig (Suède)
- Nate Logan (États-Unis)
- Griff Simmons (États-Unis)
- Mac Fraser (États-Unis) (Présent dans le premier opus, il n'est pas apparu dans le second [Pas en version PAL])

### Les personnages «triche»
- Marty
- JP
- Gutless
- New Legend (Tibet)
- Marisol
- Unknow rider
- Brodi
- Snowballs
- Eddie
- Hiro
- Bunny San
- Luther
- Svelte Luther
- Churchill
- Jurgen

Certains personnages « triches » sont dotés d'ubertricks spéciaux (L1+L2+carré en mode "uber")
On note aussi l'apparition de certains vétérans non jouables qui apparaissent en tant qu'adversaires lors des compétitions tels que JP et Marty.

## Techniques
Plus vous faites de figures rapportant des points (des tricks), plus vous gagnez de Turbo. En revanche, si vous l'économisez, vous aurez après un certain temps un " Super Grid " disponible, qui est une figure longue, et donc nécessitant un saut haut, rapportant un très grand nombre de points.
Pour faire un Super Grid, il faut simplement avoir le turbo au max et appuyer sur Carré + ( L1 / L2 / R1 / R2 / R1R2 / L1L2 ), au choix.
Après 4 Super Grids, vous obtiendrez un « U-B-E-R Grid », qui vous donne un turbo illimité. En revanche, si vous chutez un trop grand nombre de fois, vous pouvez le perdre (en perdant une des lettres).

## Techniques avancées

### Monster Tricks
Les Monsters Tricks, abrégés "MT", sont des tricks spéciaux qui rapportent un bonus de points à chaque fois qu'ils sont réalisés. Ce bonus peut être de 10 000, 20 000 ou 30 000 points selon le MT.
Pour obtenir une description des MT, il faut se rendre dans le gîte, puis dans les Moments Forts de Carrière. À chaque Moment Fort réussi, une description du MT apparaît, par exemple « Triple Backflip Superman ». Ce MT consiste donc à réaliser un Triple Backflip (triple looping arrière) combiné au Superman. Le Superman est un UberTrick, il faut donc configurer son pad pour pouvoir le réaliser. Pour cela, il faut aller dans le menu « Configuration Uberticks », et acheter le trick Superman. Les touches à presser pour réaliser la figure sont alors indiquées.
Il y a 2 MT particulièrement appréciés par les joueurs : le X-Ecutioners et le Stoneage. Le premier rapporte un bonus de 30 000, et le second un bonus de 20 000, mais il est plus rapide à réaliser.

### Smurphy Trick
Pour remporter un maximum de points, chaque trick doit être un MT. Toutefois, si un joueur répète plusieurs fois une même figure, le jeu divise par 2 les points attribués lors du 2e trick, par 3 la 3e fois etc. Une astuce pour éviter cela est de faire un autre trick entre le MT et le moment où le rider retouche le sol. Cet autre trick, appelé Smurphy Trick ou ST, du pseudo du joueur qui a "révélé" en 1er la technique, doit bien sûr être le plus court possible ; c'est pourquoi il est conseillé de faire un simple 180°. Ainsi, le jeu considère le trick comme un combo et ne divise pas les points. Un même MT, associé à un ST, peut ainsi être répété indéfiniment tout au long d'une descente.

### Tapping Trick
Dans la notice du jeu, on indique que pour exécuter un trick quelconque, il faut laisser les touches Haut, Bas, Droite ou Gauche enfoncées pendant l'exécution du trick, et ne les relâcher que lorsqu'on veut stopper la figure. Le problème est que le rider a une vitesse de rotation relativement lente, et il est difficile d'enchaîner 2 MT dans un seul saut. Pour pallier cela, on utilise le « Tapping Trick » (abrégé TT) qui consiste à marteler les touches directionnelles pendant la figure au lieu de les laisser enfoncées. Plus les touches sont martelées, plus la vitesse de rotation augmente. Cette technique est fondamentale puisqu'elle permet d'enchaîner plus de tricks pour un même temps passé dans les airs.

### Combo Bonus
Lors d'une partie Freestyle, en haut au centre de l'écran, un compteur de points ne cesse de s'incrémenter tant que l'on enchaîne les tricks. Ce compteur est remis à 0 et les points effacés si le joueur chute. Si le rider ne fait plus aucune figure pendant environ 2 secondes sans chuter, les points sont ajoutés au score, agrémentés d'un bonus qui varie selon le nombre de tricks enchaînés. Ce bonus multiplicateur peut aller jusqu'à environ 1.5 à partir de 30 tricks. Autrement dit, si le joueur à enchaîné 30 tricks sans chuter et qu'il a emmagasiné 10 000 points, ce sont 15 000 points qui s'ajouteront à son score lorsqu'il arrêtera son combo.
Toutefois, il est possible d'aller encore plus loin. Ces points qui sont « en attente de validation » croissent en fonction du nombre de tricks dans le combo. Au début du combo, peu de points sont rajoutés dans le compteur. En revanche, dès que le combo devient égal ou supérieur à 30, ce sont beaucoup plus de points qui sont rajoutés. L'objectif est donc de conserver son combo tout au long de la descente, tout en réalisant 30 petits tricks au début, quitte à perdre un peu de temps. Par exemple, réaliser une série de 180° sur une barre de slide en début de piste est un excellent atout car les jumps sur les barres de slide comptent pour 3 voire 4 tricks (probablement dû à un bug du jeu). Les gains à l'arrivée sont énormes et peuvent aller jusqu'à plusieurs millions de points pour les meilleurs joueurs.

### Les Wormholes (trous de vers)
Les Wormholes sont des bugs du jeu, qui sont exploitables par le joueur. Ceux-ci sont particulièrement utiles en mode Course puisqu'ils permettent de court-circuiter une partie de la piste.
Lorsqu'on sort de la piste, le jeu affiche « Hors Limites » et remet le rider sur la descente. Or, à certains endroits extrêmement précis du jeu, il est possible de se jeter « Hors Limites » et de ne pas être remis sur la piste. Le rider tombe alors dans le néant, et il faut se remettre soi-même sur la piste (touche Select sur PS2) au bout d'un certain nombre de secondes.
L'utilisation de ces Wormholes est considérée comme de la triche et les chronos à l'arrivée peuvent être largement plus courts que pour une course réalisée sans. Une liste quasi exhaustive est disponible ici. La vidéo indique également a quel moment il faut « sélecter », autrement dit appuyer sur Select, pour être replacé plus bas dans la piste. Néanmoins, il existe quelques subtilités sur cette opération. En effet, il est possible de presser Select plus tôt selon que l'on se trouve à « droite » ou à « gauche » du Wormhole (bien que les notions de droite et de gauche n'aient pas vraiment de sens ici puisqu'il n'y a aucune limite visible au Wormhole).

### Départs canon
Au départ d'une course, il est possible de mettre un coup de poing à un adversaire. Faire tomber un adversaire fait immédiatement grimper la barre d'adrénaline à son maximum, ce qui fait profiter le joueur anti-sportif d'un boost, et donc, de gagner quelques précieuses secondes.

## Records du Monde
Certains passionnés du jeu ont créé une élite, recensant les meilleurs joueurs du monde. Afin de prouver leurs scores titanesques, des vidéos sont disponibles sur leur site.
Le meilleur joueur européen, Ikki_2504, totalisait plus de 85 000 000 de points toutes pistes fresstyle additionnées. Seuls quelques joueurs américains ont dépassé la barre mythique des 100 000 000. Un bug du jeu permettait de dépasser les 100 000 000 sur une seule piste, mais le bug n'a jamais été vraiment exploité car il détruisait l'essence même du mode freestyle.
Quant au plus gros score prouvé jamais obtenu sur une seule descente, il dépasse les 32 500 000. Il a été obtenu par fliper sur la descente du Sommet 3. La descente durant 32 minutes, il est quasiment impossible d'enchaîner un parcours absolument parfait comme certains le font sur des pistes plus courtes, ce qui explique l'écart entre le meilleur score jamais obtenu, et le score parfait théorique.